# Ptolémée d'Aloros
Pour les articles homonymes, voir Ptolémée.
Ptolémée d'Aloros  (en grec ancien : Πτολεμαίος ο Αλωρίτης / Ptolémaios o Alôritès, mort assassiné en 365 av. J.-C.), est un régent de Macédoine de la dynastie des Argéades qui règne de 368 à 365 av. J.-C.

## Biographie

### Origine
Ptolémée, né dans la cité d'Aloros, est un membre influent de l'aristocratie macédonienne, peut-être descendant de la famille royale, comme fils d'Amyntas II ou bien comme fils illégitime d'Amyntas III. Il est l'époux d'Eurynoé, la fille d'Amyntas III et d'Eurydice.

### Régent
Ptolémée est envoyé comme ambassadeur à Athènes par Amyntas III lors de la conclusion d'un pacte vers 375-374 av. J.-C.. Après la mort du roi, Ptolémée, qui est alors l'amant de sa belle-mère la reine Eurydice, assassine en 368 Alexandre II le fils aîné et successeur d'Amyntas III afin de s'assurer le pouvoir. Les deux autres enfants d'Amyntas III étant mineurs, Ptolémée assume la régence de fait.
Les troubles en Macédoine provoqués par la tentative de l'Athénien Iphicratès de s'emparer d'Amphipolis entraînent l'intervention dans le pays de Pélopidas, maître de Thèbes, qui, après avoir fait le serment de conserver le trône pour les fils d'Amyntas, se retire et emmène deux otages : Philoxène, frère de Ptolémée, et Philippe II, le plus jeune fils d'Amyntas III, qui est ainsi élevé à Thèbes.
Ptolémée règne ensuite comme « régent » de Perdiccas III jusqu'à ce que Perdiccas monte sur le trône à l'âge de 20 ans après l'avoir tué en 365 av. J.-C..